# Spinal Tap
Cette page contient des caractères spéciaux ou non latins. S’ils s’affichent mal (▯, ?, etc.), consultez la page d’aide Unicode.
Série
Spinal Tap 2: The End Continues
(2025)
Pour plus de détails, voir Fiche technique et Distribution.
Spinal Tap (This Is Spinal Tap) est un film américain réalisé par Rob Reiner et sorti en 1984. Il s'agit d'un documentaire parodique sur un groupe fictif de heavy metal, créé par Christopher Guest, Michael McKean et Harry Shearer en 1978 pour une émission de télévision dont le réalisateur était Rob Reiner.
Pour obtenir un réalisme faisant croire à un vrai documentaire, les comédiens ont improvisé la plupart des scènes. Aucun dialogue ne leur était donné, seule une mince trame leur était indiquée. Ainsi, des dizaines d'heures ont été tournées, d'où la nécessité d'engager trois monteurs.
C'est le premier film de Rob Reiner, et les comédiens principaux étant peu connus, beaucoup de spectateurs ont cru visionner un vrai documentaire. Dans des petits rôles, figurent également des acteurs connus ou allant le devenir : Patrick Macnee, Fran Drescher, Billy Crystal ou Bruno Kirby.
À sa sortie, le film reçoit des critiques globalement élogieuses mais est un échec commercial. Il deviendra peu à peu un film culte aux États-Unis.
Une suite, intitulée Spinal Tap 2: The End Continues et toujours réalisée par Rob Reiner, sortira en 2025.

## Synopsis
Le réalisateur Martin "Marty" Di Bergi (Rob Reiner) présente le documentaire (ou « rockumentaire ») qu'il a tourné en 1982 sur le groupe Spinal Tap, lors de sa première tournée aux États-Unis depuis six ans. Le groupe est composé des amis d'enfance : David St. Hubbins (guitare solo), Nigel Tufnel (guitare solo) et Derek Smalls (basse), ainsi que du claviériste  Viv Savage et du batteur Mick Shrimpton.
Ce groupe a connu le succès depuis sa création en 1967, mais son histoire est émaillée d'accidents étranges ayant frappé mortellement les batteurs successifs : accident de jardinage à la façon de Jeff Porcaro, combustion humaine spontanée, étouffement dans du vomi comme John Bonham…
Nigel possède une collection impressionnante de guitares, ainsi que des amplis uniques en leur genre : tandis que les amplis traditionnels sont gradués jusqu'à 10, les siens le sont jusqu'à 11, ce qui lui permet, selon lui, de jouer plus fort que tous les autres guitaristes.
Peu à peu, les ennuis s’accumulent : plusieurs dates de leur tournée sont annulées, la pochette de leur nouvel album, Smell The Glove (littéralement, « Sens le gant ») est jugée sexiste et censurée, et la présence de Jeanine, la petite amie de David, augmente les crispations.
À la suite d'un concert raté sur une base aérienne, Nigel quitte le groupe, qui continue sans lui. Finalement, le succès surprise de leur nouvel album leur vaut une tournée au Japon avec Nigel qui décide de réintégrer Spinal Tap.

## Fiche technique
Sauf indication contraire, les informations mentionnées dans cette section peuvent être confirmées par la base de données cinématographiques IMDb,  présente dans la section « Liens externes ».
- Titre original : This Is Spinal Tap
- Titre français : Spinal Tap
- Réalisation : Rob Reiner
- Scénario et musique : Christopher Guest, Michael McKean, Harry Shearer et Rob Reiner
- Montage : Kent Beyda et Kim Secrist
- Photographie : Peter Smokler
- Production : Karen Murphy
- Pays de production :  États-Unis
- Langue originale : anglais
- Format : couleurs - 1,70:1 - 16 mm - Dolby
- Genre : documentaire parodique, musical, comédie
- Durée : 82 minutes
- Dates de sortie :
  - États-Unis : 2 mars 1984
  - France : 1er novembre 2000

## Distribution
- Michael McKean (VF : Jean-Louis Faure) : David St. Hubbins
- Christopher Guest (VF : Pierre Laurent) : Nigel Tufnel
- Harry Shearer : Derek Smalls
- Rob Reiner (VF : Bernard Métraux) : Marty DeBergi
- Tony Hendra (VF : Laurent Hilling) : Ian Faith
- Ric Parnell (le batteur d'Atomic Rooster) : Mick Shrimpton
- Danny Kortchmar (en) : Ronnie Pudding
- Fran Drescher : Bobbi Flekman
- Patrick Macnee (VF : Jean Berger) : Sir Denis Eton-Hogg
- Bruno Kirby : le chauffeur de taxi
- Billy Crystal : Morty le mime
- Fred Asparagus : Joe « Mama » Besser
- Anjelica Huston : le sculpteur
- J. J. Barry : Rack Jobber
- Joyce Hyser : Belinda

## Production

### Genèse et développement
Michael McKean et Christopher Guest se rencontrent au collège à New York dans les années 1960 et font de la musique ensemble. En 1978, ils collaborent avec Harry Shearer et Rob Reiner sur un pilote de sketch pour la télévision, The TV Show, avec un groupe de rock parodique : Spinal Tap. Pendant le tournage, Michael McKean et Christopher Guest commencent à improviser, inventant des personnages qui sont devenus David St. Hubbins et Nigel Tufnel,.
En 1979, Christopher joue de la guitare sous le pseudonyme de "Nigel Tufnel" sur l'album Lenny and the Squigtones (en) de Michael McKean et David Lander.
Plutôt que dévoir un script pour convaincre les investisseurs, Rob Reiner, Christopher Guest, Michael McKean et Harry Shearer débloquent des fonds pour tourner une démo de vingt minutes pour présenter le projet Spinal tap. Certaines scènes seront même conservées dans le montage final,.
Rob Reiner et les scénaristes s'inspirent de plusieurs documentaires comme Dont Look Back (1967, sur Bob Dylan) et La Dernière Valse (1978, sur The Band). Rob Reiner cite également le groupe Judas Priest comme source d'inspirations

### Tournage
Le tournage a lieu en 1983 en Californie : Los Angeles (Sherman Oaks, Andaz West Hollywood), Six Flags Magic Mountain à Valencia, Pasadena.

## Sortie et accueil

### Sortie en France
Présenté en France lors du Festival du Film Rock de Val d'Isère, en 1986, avec un doublage supervisé par Philippe Manœuvre, il sort ensuite directement en VHS. Il ne sort en salle en France que le 1er novembre 2000.

## Distinctions et postérité
En 2008, le magazine Empire classe le film à la 48e place de leur liste des 500 plus grand films de tous les temps. The New York Times l'intègre dans sa liste des « 1000 meilleurs films jamais faits ». En janvier 2010, Total Film le classe également dans sa propre liste des cent meilleurs films de tous les temps.
En 1999, Entertainment Weekly dévoile sa liste The 100 Greatest Movies of All Time. Le film n'y figure pas mais est inclus dans la publication, avec d'autres films, dans une section intitulée « just too beloved to ignore » (« trop aimés pour être ignorés »).
En 2011, Time Out London parle du film comme de la meilleure comédie de tous les temps. En novembre 2015, la Writers Guild of America le classe à la 11e de sa liste des 101 scénarios les plus drôles. Le compositeur Stephen Sondheim le cite parmi ses films favoris.
En 2000, l'American Film Institute le range à la 29e place du classement AFI's 100 Years... 100 Laughs.

## Commentaires

### The Freddie Mercury Tribute
Le groupe est apparu lors de la première partie du concert The Freddie Mercury Tribute, après Bob Geldof qui présenta le groupe et leur laissa la scène, après avoir chanté sa chanson Too Late God. Spinal Tap a été présenté par Roger Taylor, batteur du groupe Queen. Ils interprètent une chanson intitulée The Majesty of Rock qui est une sorte de parodie de, et dédiée à, Freddie Mercury. On voit le chanteur David St Hubbins, accompagné d'autres membres du groupe, entrer sur scène en travesti, et imiter Freddie Mercury enlevant son chapeau. Ce titre a été diffusé à la télévision, mais n'a jamais été inclus sur les éditions VHS et DVD du concert.

### Composition du groupe fictif
Les membres officiels (et principaux) sont :
- David St Hubbins : chant, guitare solo
- Nigel Tufnel : chant, guitare solo
- Derek Smalls : chant, basse, chœurs

Les membres secondaires :
- Viv Savage : clavier, chœurs

Les anciens membres : 
- Ronnie Pudding : basse
- Denny Upham : clavier
- Ross MacLochness : clavier

Les batteurs :
- Eric « Stumpy Joe » Childs ;
- John « Stumpy » Peeps aka. The Peepers;
- Peter James Bond ;
- Mick Shrimpton ;
- Joe Mama Besser

### Graphie du nom du groupe
Dans le langage médical anglais, Spinal tap signifie ponction lombaire, ce qui parodie les noms de nombreux groupes à consonance industrielle ou médicale. La lettre « n » porte un tréma, en Unicode (Spin̈al Tap), mais certains navigateurs n'affichent pas le caractère correctement.
Dans « n̈ », le  tréma sur le « n », parodie le tréma (umlaut heavy metal) que l'on retrouve notamment dans les noms de groupes suivants: Motörhead, Mötley Crüe, Queensrÿche, et Blue Öyster Cult.
Le « n » surmonté d'un tréma ne se trouve que dans le langage Jacaltec au Guatemala, et dans la langue malgache.
Par ailleurs, le point sur le « i » a disparu. Le ı sans point est utilisé en turc à noter la prononciation ou non arrondi ou i vélaire. On le retrouve entre autres dans le mot sıfır (« zéro »)

### Produits dérivés et carrière musicale du groupe
Les chansons interprétées dans le film, et écrites pour celui-ci, sont sorties sous la forme d'un album.
Dans le coffret DVD + bonus sorti en 2003, figurent également, en plus du film remasterisé et quantité de bonus, deux CD : la bande originale du film proprement dite, et également l'album Break Like The Wind, le seul réel album du groupe, enregistré et sorti en 1992. C'est cette année-là que les acteurs du film reforment réellement le groupe sous la demande insistante des fans. En plus de cet album, qui n'obtiendra pourtant pas le succès escompté — il sort en 1992, soit en pleine vague grunge, à un moment où le heavy metal traditionnel tel que le pratique Spinal Tap est démodé — le groupe donne son premier véritable concert, au Royal Albert Hall de Londres ; le concert est filmé et partiellement visible sur le DVD bonus du coffret. On y trouve également des commentaires et surtout une quantité non négligeable de scènes coupées au montage qui font doubler la durée du film.
On trouve la chanson All The Way Home sur l'album Break Like the Wind, sorti en 1992, alors qu'elle est fredonnée par David et Nigel dans le film de 1984 (pourtant, elle n'apparaît pas sur la BO du film). Le concert du Royal Albert Hall était, au départ, censé lancer une tournée mais l'échec de l'album Break Like the Wind conduit à l'annulation de celle-ci. Le groupe donne ensuite, à partir des années 2000, quelques concerts épars au gré de ses éphémères reformations.

### Problèmes juridiques
Le 17 octobre 2016, Harry Shearer a attaqué StudioCanal (qui avait racheté Embassy Pictures) et Vivendi : selon lui, il n'avait touché (avec les autres auteurs du film) que 179 $ de ventes de merchandising et d'enregistrements durant les trois décennies précédentes. Il réclamait 125 millions de $. En février 2017, Christopher Guest, Michael McKean et le réalisateur Rob Reiner se joignent à lui, demandant 400 millions de $ de dommages et intérêts. En septembre 2017, un juge déboute les plaignants, mais en octobre de la même année, ils réitèrent leur plainte, en y ajoutant Universal Music Group (UMG, une division de Vivendi, dont le label Polydor avait réalisé la bande originale du film).
En août 2018, le juge Dolly Gee valide la plainte de Guest, Reiner, McKean et Shearer.
Un arrangement est trouvé entre les parties en novembre 2019 : UMG conserve les droits de distribution, mais Shearer, Guest et McKean retrouvent les droits sur leur musique.